# Leiomiossarcoma
Leiomiossarcoma (LMS) (do grego, tumor carnoso do músculo liso) é um tumor maligno (câncer), imprevisível e raro, originado de algum músculo liso. Geralmente surgem no útero, vasos sanguíneos ou tubo digestivo. Representam 5 a 10% dos sarcomas de partes moles (como tecido conjuntivo ou músculo) e apenas 0,7% dos cânceres. Não deve ser confundido com leiomioma, que é um tumor benigno do músculo liso que não se transforma em leiomiossarcoma.
São um pouco mais comuns em mulheres, mais frequentes entre os 50 e 70 anos, e geralmente aparecem no fundo da cavidade abdominal (retroperitoneo).

## Sinais e sintomas
Surgem como uma massa que cresce, indolor, eventualmente palpável e visível em um exame de imagem, que pode causar náusea, vômito e perda de peso. Geralmente tem mais de 7cm no momento do diagnóstico.

## Diagnóstico
Histologicamente pode-se diferenciá-lo de um leiomioma (benigno) por tamanho (mais de 8cm), muita celularidade, frequentes atipias, necrose, hemorragia e número de mitoses por campo de alta potencia. Um exame imuno-histoquímico pode detectar os marcadores específicos de músculo como desmina, antígeno muscular específico (HHF35), citoqueratina ou antígeno epitelial de membrana (EMA).

## Tratamento
Dificilmente responde a radioterapia e quimioterapia, portanto é necessário remover do tumor cirurgicamente com ampla margem de segurança, se necessário, a remoção do órgão. Em alguns casos, um leiomiossarcoma uterino reduz com inibição hormonal, usando um Inibidor da aromatase.

## Prognóstico
O leiomiossarcoma é muito agressivo e de difícil tratamento, dificilmente respondendo a radioterapia e quimioterapia. Por isso, a taxa de sobrevivência a 5 anos após o diagnóstico é de 63% quando o tumor está restrito a um local (estágio I), 36% quando o tumor se espalhou a órgãos próximos (estágio II ou III) e apenas 16% quando o tumor se espalhou para órgãos distantes (estágio IV). Esse nível de sobrevivência é 7 a 9% inferior a outros tipos de sarcoma.